# Trigastrotheca laikipiensis
Trigastrotheca laikipiensis är en stekelart som beskrevs av Donald L.J. Quicke 2005. Trigastrotheca laikipiensis ingår i släktet Trigastrotheca och familjen bracksteklar. Inga underarter finns listade i Catalogue of Life.